# ゴア・コンカニ語
ゴア・コンカニ語はインド・ヨーロッパ語族に属する言語である。マハーラーシュトラ州（ラトナーギリー県 ）、ゴア州、カルナータカ州、ケーララ州で話されている。ゴア・コンカン語、ゴア語、ゴア・コンカニともいう。コンカニは「コンカン地方の言語」という意味である。

## 言語名別称
- ゴア・コンカン語
- ゴア・コンカニー語
- ゴア・コーンカニー語
- ゴア語
- Goan
- Gomataki
- Konknni
- Southern Kanara
- Marāṭhī

## 方言
- Chitpavani (gom-chi)
- Daldi (gom-dal)
- Sarasvat Brahmin (gom-sar)
- Bardeskari (gom-bar)
- Kudali (gom-kud)
- Mangalore (gom-man)
- Standard Konkani (gom-sta)